# Драгичевич, Давид
Давид Драгичевич (серб. Давид Драгичевић; босн. David Dragičević; 31 января 1997 года, Баня-Лука — 18 марта 2018 года, там же) 21-летний студент-электротехник из Баня-Луки . Он исчез в ночь с 17 на 18 марта 2018 года после того, как отправился из дома своей семьи в центр города. Тело молодого человека было найдено днём 24 марта при впадении реки Црквены в реку Врбас возле крепости Кастель. Первоначальное полицейское расследование показало, что смерть была вызвана утоплением, но без элементов уголовного преступления, поэтому прокурор после трёх месяцев досудебных операций 28 июня 2018 года распорядился о проведении расследования в отношении неизвестных лиц по подозрению в убийстве.
Смерть Давида положила начало многомесячным акциям протеста «Справедливость для Давида» на площади Краины в Бане-Луке, Они были названы так по одноимённой группе в Facebook, которая в настоящее время насчитывает более 350 000 участников. Протестами руководит Давор Драгичевич, отец Давида. Протестанты называют площадь Краины «Площадью Давида», символами протеста стали припевы песни Давида Ребёнок в гетто и высоко поднятый сжатый кулак. Протесты проходили каждый день с конца марта до конца декабря, начинались в 18:00 и освещались в СМИ РТВ БН . Дело также освещает журналист и блогер Слободан Васкович, который утверждает, что обвинения противоречат результатам расследования, проведённого полицией и прокуратурой.

## Биография
Давид Драгичевич (сын Давора Драгичевича и Сузаны Раданович) родился 31 января 1997 года в Баня-Луке Его родители в разводе. У него есть младшая сестра Теодора (2005), старший брат по отцу Дений (1992) и младший брат по матери Андрей (2015). Он жил с отцом в семейном доме на улице Франца Шуберта № 50а в Побрче, пригороде Бане-Луке.
Получил начальное и среднее образование в начальной школе «Йован Цвийич» и в электротехнической школе «Никола Тесла» (специалист по телекоммуникациям). Учился на электротехническом факультете в Бане-Луке по программе обучения электронике и телекоммуникациям. Был студентом международного учебного заведения ITAcademy, расположенного в Белграде .
Давид является автором песни Ребёнок в гетто (Клинац у гету). Имел удостоверения личности Боснии и Герцеговины и Австрии. Говорил на сербском, английском и немецком языках.
28 февраля 2018 года Давиду Драгичевичу было предъявлено обвинение в нанесении тяжких телесных повреждений.

## Смерть
18 марта 2018 года в полицию поступило сообщение об исчезновении Давида Драгичевича. Согласно первой информации, Давид ушёл из дома в субботу, 17 марта, около 7 часов вечера, и его в последний раз видели в воскресенье утром около 3:30, когда он вышел из ночного клуба «Фабрика». На нём были чёрный пиджак, тёмно-синие джинсы и коричневые туфли. У него была приметная причёска, так называемые дредлоки. 22 марта родители предложили денежную премию в размере 100 000 конвертируемых марок за информацию о сыне, к поискам были привлечены жители Баня-Луки. Родители обратились в полицию с просьбой обратить внимание на сообщение, отправленное Давидом в ту ночь, в нём Давид указывал на молодого человека по имени Филип Чулум (р. 1998), на случай, если с ним что-то случится.
24 марта, около 11:45, тело Давида Драгичевича было найдено в устье Врбаса, притока Црквены, возле крепости Кастел. Он был похоронен 7 апреля 2018 года в 2 часа дня на Новом кладбище в Баня-Луке. На похоронах присутствовал тогдашний президент Республики Сербской Милорад Додик.

## Расследование полиции и прокуратуры

### Первые результаты расследования
Расследование на месте нахождения тела Давида Драгичевича было проведено окружным прокурором Биляной Янкович вместе с сотрудниками полицейского управления Баня-Луки и в присутствии врача судебной медицины, доктора Желько Карана, который впоследствии провёл вскрытие тела. Исполняющим обязанности прокурора стал Далибор Вречо. 26 марта полиция объявила, что следствие указывает, что в случае смерти Давида Драгичевича существует «проблема» и что он, вероятно, упал в реку Црквену, которая затем отнесла его к устью, где и было найдено тело. Дарко Илич, начальник Управления по борьбе с организованной и тяжкой преступностью Министерства внутренних дел Республики Сербской, сказал, что в карманах Давида были найдены вещи, украденные из дома на улице Велибора Янетовича Яне в квартале Лаус. Он указал, что из этого дома были украдены ноутбук, около 200 конвертируемых марок, карта памяти, красный швейцарский нож и ключи. Ровно 180 марок и всё остальное, кроме ноутбука, оказалось при Давиде. На следующей день был обнаружен и ноутбук — в 50-60 метрах ниже входа Црквены в круглый туннель в квартале Лаус .
Как объявила полиция, около 23:30 Давид подрался с тремя парнями (Никола Чулум, Огнен Груич и Страхинь Момич) перед кафе «Мета», после чего они расстались. Давид пошёл в кафе, а около полуночи в клуб «Фабрика». Около 2:20 ночи он пошёл в кофейню «988», где ненадолго задержался. В 2:50 его зафиксировала камера видеонаблюдения на улице Велибора Янетовича Яне, когда он ел пирожные, купленные в пекарне «Змийянье». Затем он «засветился» на камерах апартаментов Vesto, затем снова в 3:42, вернулся в центр города. Затем он якобы упал в Црвену. Кроме того, видно, что в 2:52 человек, похожий на Давида, вошёл во двор одного из домов (где, предположительно, была совершена кража). Через пять минут после этого, в 2:57 во двор зашёл один из владельцев дома, а в 3:09 — брат владельца. В течение почти 50 минут камера видеонаблюдения ничего не записывала, а затем в 3:42 можно видеть, что молодой человек улизнул из дома. Он возвращается на улицу Велибора Яньетовича Янье к зданию «МК» (где вновь его фиксируют камеры), и в окрестностях которого есть мост через Црквену.
28 марта полковник доктор Ивица Милосавлевич, заведующий кафедрой судебной медицины в Институте патологии и криминалистики Военно-медицинской академии в Белграде, провёл повторное вскрытие тела Давида. Затем, 10 апреля, было опубликовано официальное свидетельство о смерти, выданное Институтом судебной медицины Республики Сербской, где указывалось, что смерть наступила 18 марта 2018 года, в четыре часа. В качестве прямых причин смерти сообщается об утоплении и кровоподтёки на голове и теле, а смерть характеризуется как насильственная смерть (mors violenta). На следующий день был опубликован отчёт о вскрытии, сделанном доктором Желько Караном. Результаты повторного вскрытия, проведённого доктором Ивицей Милосавлевичем, показали, что Давид был жив в течение нескольких дней после исчезновения. По его мнению, смерть была насильственной и произошла она непосредственно от утопления, и тело умершего пролежало в воде от двух до четырёх дней. Были обнаружены следы присутствия THC (метаболита марихуаны) и злоупотребления ЛСД.

### Расследование убийства
С 19 апреля Управление криминальной полиции Министерства внутренних дел Республики Сербской проводит полицейское расследование под руководством Синисы Кострешевич, Генерального инспектора полиции. 28 июня районная прокуратура Баня-Луки издала распоряжение о проведении расследования в отношении неизвестных лиц на основании подозрения в том, что они лишили жизни Давида Драгичевича. В приказе прокурора Далибора Врече неизвестные преступники 18 марта 2018 года, около 4 часов утра, в Баня-Луке, на улице Велибора Яньетовича Янье, 27, напали на Давида, угрожая ему. Спасаясь от них, Давид бежал и упал с крутого берега реки Црквена высотой около 4,5 метров в реку Црквену, или был сброшен туда настигшими его преследователями, и через короткий промежуток времени был утоплен ими в воде, а труп Давида — 24 марта был обнаружен в реке Црквена в непосредственной близости от устья реки Врбас .
В приказе прокурора также указывается, что, согласно результатам вскрытия, проведённого доктором Жельке Караном из Баня-Луки и повторного вскрытия, проведённого Ивицей Милосавлевичем из Белграда, а также согласно выводам и мнениям группы экспертов из Загреба, причина смерти Давида — утопление. Механические травмы были вызваны воздействием тупой механической силы низкой и средней интенсивности на поверхность тела и могли стать результатом падения, или последующего следования тела по руслу реки Црквены, поскольку её дно и берега образуют крутой склон. Не исключено, что некоторые травмы были вызваны другими причинами — ударом какого-то тупого предмета (это относится к кровоподтёкам на губах и правой руке и на левом предплечье). По данным камер наблюдения служб «Апартмани Весто» и «МК сервис», проанализированным экспертом Грегором Ковачем из Словении, в момент смерти Давид находился на улице Велибора Яньетовича Янье. Новой деталью расследования, ранее неизвестной общественности, стали показания одной свидетельницы (снимающей жильё в доме 27 на улице Велибора Яньетовича Янье). Она сообщила, что 18 марта, около 4 часов утра, проснулась от сильного шума. Она услышала громкий истеричный мужской голос, который обращался к кому-то с проклятиями и угрозами. Свидетельница также слышала голоса ещё двух или трёх человек. Затем она услышала два громких выстрела, друг за другом, затем треск ветвей, и как что-то тяжёлое упало в воду.
В заявлении, опубликованном районной прокуратурой Баня-Луки, подписанном главным окружным прокурором Желимиром Лепиром, подчёркивалось, что только после того, как в кабинет пришёл медицинский эксперт из Загреба, обвинение вступило в должность, чтобы принять решение обвинения. С уверенностью установлено, что Давид Драгичевич не был похищен, взят в плен или подвергался жестокому обращению (никаких травм, которые указывали бы на похищение, связывание, изнасилование и т. п.), на чём постоянно настаивает его отец; его не избивала палками или металлическими прутьями группа людей (на теле только лёгкие повреждения); в теле обнаружено присутствие алкоголя; утопление произошло 18 марта, и тело находилось в воде до 24 марта, когда и было найдено; наличие наркотических средств не было выявлено в крови и моче; есть незначительные травмы на передней части тела, никаких телесных повреждений на спине нет; тело не падало с моста сразу в воду без контакта с препятствиями, а упало и скатилось по склону. С большой долей вероятности был определён маршрут движения Давида.
Два сотрудника полиции, Микица Мариянца (55 лет) и Зоран Босняк (44 года), были обвинены в уголовном преступлении по сокрытию улик. Инженер-электрик Ален Кукич, 36 лет, был задержан за уголовное правонарушение по оказанию помощи преступнику после совершения уголовного преступления, но ему не было предоставлено право опеки из-за отсутствия разумных сомнений.

## Дело в Национальном Собрании
10 мая состоялась 26-я специальная сессия Национального собрания Республики Сербской. Отец Давида, Давор, говорил десять минут. Министр внутренних дел Драган Лукач сообщил, что второй специалист по образованию, доктор Ивица Милосавлевич, впоследствии согласился, что Давид мог провести в воде более четырёх дней. Давид Драгичевич в 2:38 был замечен камерами «НЛБ Банка», расположенного в бизнес-здании «Экватор», а в 2:51 — камерами компании «МК» на улице Велибора Яньетовича Янье на Лаусе. Затем камеры в апартаментах «Весто» в 2:52 фиксируют, как они входят во двор дома супругов Джордже (Милорад) Радьена и Виктории (Здравко) Банде на той же улице. Подтверждение того, что это был Давид, было дано судебным экспертом из Словении. Он выходит со двора дома в 3:42, а в 3:43 он снова попадает на камеру компании «МК», когда он проходит мимо механической мастерской и идёт к мосту через Црквену, который находится примерно в 20 метрах. Министр подчеркнул, что неизвестно, что произошло на этих 20 метрах, как предметы из дома 11 оказались у Давида, и что расследование по этим вопросам всё ещё продолжается.
Специальная сессия собрания завершилась принятием 13 заключений и решения о формировании комиссии по расследованию во главе с Браниславом Бореновичем . В ходе работы Комитета по освидетельствованию были заслушаны доктор Желько Каран, начальники полиции Дарко Илич и Синиса Костресевич, директор полиции Республики Сербской, Дарко Чулум, министр внутренних дел Драган Лукач, окружной прокурор Желимир Лепир и прокурор Далибор Вречо. 5 июня Комитет по освидетельствованию утвердил доклад и выводы, заявив, что имеются «основания подозревать» убийство. Однако, 3 июля состоялось очередная сессия Национального собрания Республики Сербской, на которой доклад и выводы комиссии не были окончательно приняты.

## Движение «Правосудие для Давида»
26 марта 2018 года, после того, как полиция объявила первые результаты расследования, была сформирована группа в Facebook «Правосудие для Давида». В тот же день прошли митинги протеста на площади Краины. Родители Давида утверждали, что смерть не была без элементов преступления, и что это было убийство. Вскоре они открыли счёт для сбора средств. В дополнение к отцу Давида, Давору, одним из видных участников митингов протеста стала Даниела Ратешич Дошен (президент Альянса гуманитарных организаций и гражданских ассоциаций Республики Сербской). За митингами следил канал РБН, а случай в своём блоге активно комментировал журналист Слободан Васкович (бывший владелец закрытого журнала Патриот). Группе Facebook насчитывает более 350 000 участников. Главными символами протеста стали поднятый сжатый кулак, песня Давида о песне Ребёнок в гетто и использование названия «Площадь Давида» вместо Площади Краины. Протесты проводились каждый день с 26 марта по 25 декабря, начиная с 18:00 (с июня по сентябрь с 19:30), без подачи заявок на публичные собрания. Они были прерваны после вмешательства полиции Республики Сербской с применением силы.
В субботу, 21 апреля, состоялось большое собрание «Правосудие для Давида», на котором присутствовало несколько тысяч граждан. Сбор прошёл мирно и без происшествий и длился около часа с прямой трансляцией на РБН . Вторая большая встреча состоялась в субботу, 7 июля, а третья в пятницу, 5 октября 2018 года. Четвёртое заседание 21 ноября и пятое заседание 30 ноября. В декабре многие граждане собрались с первых трёх встреч. Из-за совершения уголовных преступлений и правонарушений во время пятого собрания «Правосудия для Давида» все будущие публичные собрания запрещены.
Банялукский альпинист Джордже Рашен (1992), вместе с другими жильцами из дома 11 по улице Велибора Яньетовича Янье, назван отцом Давида Давора как один из соучастников убийства. Кроме того, также названы министр Драган Лукач, директор полиции Дарко Чулум и начальник Дарко Илич, окружные прокуроры Желимир Лепир и Далибор Вречо, доктора судебной медицины, Желько Каран и Филип Кулум (1998). Сотрудники МВД Республики Сербской являются виновниками смерти Давида. Окружная прокуратура Баня-Луки подала более 1000 уголовных обвинений против неизвестного лица, в то время как Государственное агентство расследований и защиты (SIPA) подало жалобу в отношении 13 человек, в основном сотрудников полиции Республики Сербской. С другой стороны, некоторые из заявителей подали иски о диффамации.
Отец Давида, Давор, подтвердил, что Давид употреблял марихуану, но отрицал употребление Давидом ЛСД. Была нанята международная команда юристов из соседних стран, но через два месяца она вышла из дела. Говорили даже, что всеобщих выборов в октябре не будет, если дело Давида не будет разрешено. Выражение гражданского неповиновения ещё более ярко выражено, равно как и выкапывание тела Давида и принесение его на площадь Краины . Членов Совета призвали не отзывать доклад Комиссии о событиях в Сребренице и вокруг неё в июле 1995 года. В связи с этими политическими событиями некоторые организации и средства массовой информации призвали группу «Правосудие для Давида» выступать за унитаризм и передачу полномочий Республики Сербской в Боснию и Герцеговину. После октябрьских выборов протест «Справедливость для Давида» был объединен с оппозицией «Народный протест» по результатам выборов. В конце декабря 2018 года было зарегистрировано гражданское объединение «Правосудие для Давида».